# Hadrut (ort i Azerbajdzjan)
Hadrut (armeniska: Հադրութ, ryska: Гадрут) är en ort i Azerbajdzjan.   Den ligger i distriktet Xocavənd Rayonu, i den södra delen av landet, 260 km väster om huvudstaden Baku. Hadrut ligger 733 meter över havet och antalet invånare är 2 523.
Terrängen runt Hadrut är lite bergig, och sluttar österut. Närmaste större samhälle är Fizuli, 13,2 km nordost om Hadrut. 
Trakten runt Hadrut består i huvudsak av gräsmarker. Runt Hadrut är det ganska glesbefolkat, med 48 invånare per kvadratkilometer.